# Un prete scomodo
Un prete scomodo è un film del 1975, diretto da Pino Tosini e interpretato da Enrico Maria Salerno.

## Trama
Il film tratta la storia del sacerdote Lorenzo Milani, il parroco che, dopo la guerra, venne rimosso dal suo incarico e trasferito a Barbiana, dove fondò una scuola gestita con un metodo teso al recupero dei ragazzi più sfortunati.
Lorenzo Milani, figlio di una donna ebrea, viene battezzato per evitare le persecuzioni razziali fasciste. Nel luglio del 1943 chiede aiuto ad un sacerdote per alcune precisazioni teologiche. Dopo aver assistito alla morte di un giovane sacerdote, Milani decide di entrare in seminario e, ordinato sacerdote, nel 1947 diviene cappellano a San Donato (Firenze).
La sua esperienza dinanzi ad una popolazione povera, lo porta ad intensificare le proprie iniziative per l'istruzione dei ragazzi e si scaglia contro le classi abbienti e i loro poteri. Per questo motivo, come punizione, viene trasferito nel 1954 a Barbiana, piccolissimo borgo, nel quale fonda una scuola anticonformista, aperta 12 ore al giorno per 365 giorni all'anno. Dopo la pubblicazione del suo libro "Esperienze Pastorali", e il diffondersi delle polemiche sollevate dalla sua attività e dalle sue dichiarazioni molto dirette, viene condannato e inizia un processo a Roma che terminerà con una condanna dopo la sua morte, avvenuta dopo una lunga malattia il 26 giugno 1967.

## Critica
Nel Mereghetti: Dizionario dei film si legge: la vita di un prete scomodo è ricostruita utilizzando gli scritti polemici più noti, ma il film finisce per appiattire una figura originale e carismatica e rischia di risultare unilaterale e semplicistico.